# Hermann Klendenst

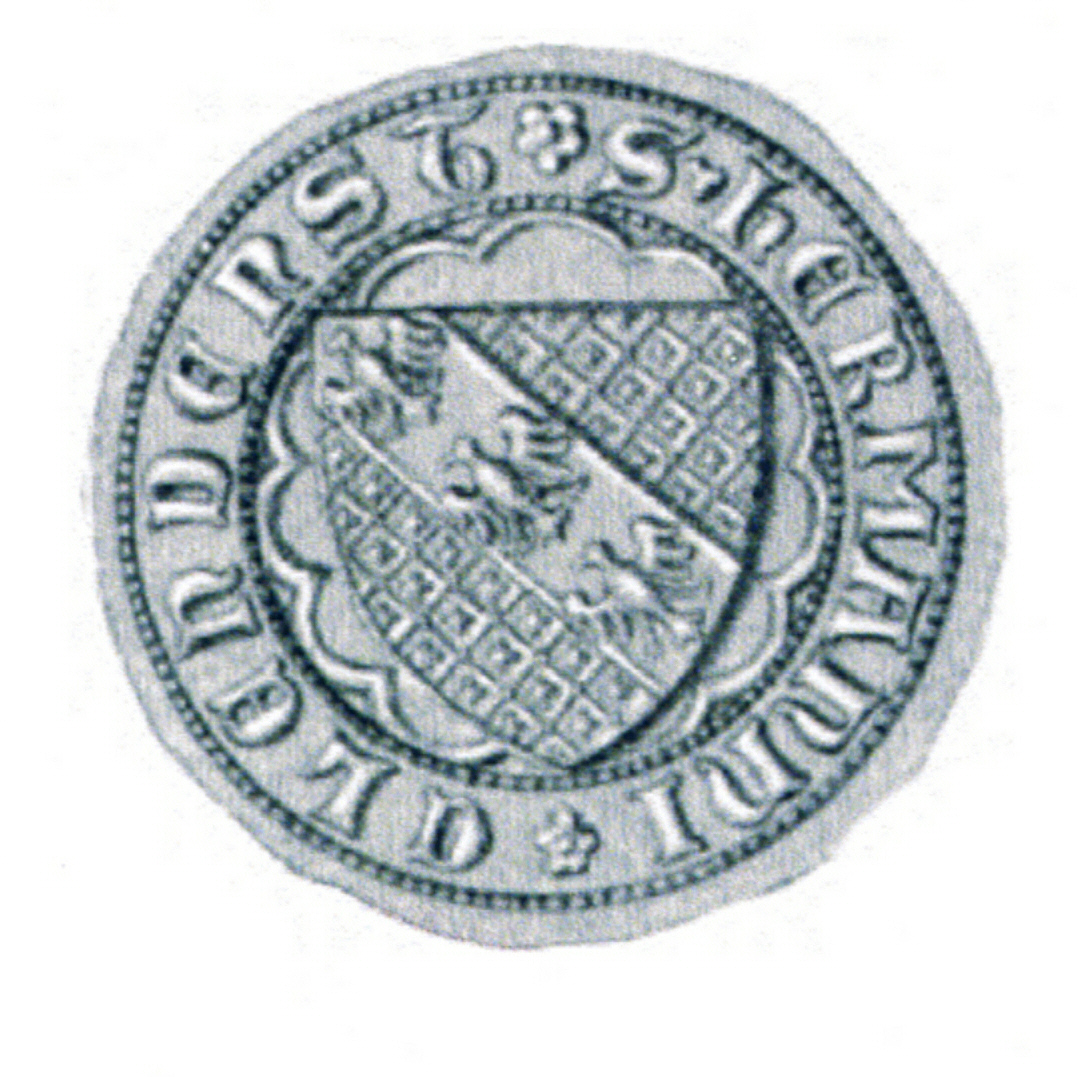
Siegel des Hermann Klendenst um 1328

Hermann Klendenst (* in Lübeck; † 1338 ebenda) war ein Lübecker Kaufmann, Bankier und Ratsherr.

## Leben
Hermann Klendenst war Sohn des lübschen Bürgers Konrad Klendenst und entstammte einer Lübecker Ratsfamilie des 13. Jahrhunderts, die mit Johannes von Klenedenst später auch noch einen der Lübecker Bischöfe stelle sollte. Klendenst wurde 1318 Ratsherr der Hansestadt Lübeck und musste allerdings 1335 wegen Zahlungseinstellung aus dem Rat austreten. Als Kaufmann betrieb er mit den Lübecker Bürgern Dietrich Witt und Vendenguth große Bankgeschäfte, unter anderem lieh er 1332 Graf Johann III. von Holstein 600 Mark-Pfennige und 1333 erneut 5000 Mark-Pfennige. Er ist durch zahlreiche Immobilientransaktionen auch in Mecklenburg nachgewiesen. So erwarb er 1320 mit seinen Brüdern elf Hufen in Timmendorf auf der Insel Poel, 1328 weitere sieben Hufen in Timmendorf und schon 1326 weitere zehn Hufen in Neudorf auf Poel. Von diesen verkaufte er 1333 neun Hufen und stiftete von dem Rest der Lübecker Marienkirche 1328 zwei Vikarien. Nach Fehling war er im Zeitraum von 1330 bis 1335 an einem Fünftel der Eintragungen im Lübecker Niederstadtbuch beteiligt.
Er erhielt 1334 die Erlaubnis, sich einen Beichtvater zu wählen, der ermächtigt war, ihm und seiner Familie Absolution zu erteilen. Er war mit Heseke Wullenpunt verheiratet und bewohnte das Haus seines Vaters in der Breiten Straße 39. Es wurde 1335 von seinen Gläubigern verwertet.